# 아다치 미술관
아다치 미술관(足立美術館)은 일본 시마네현 야스기시에 있는 미술관이다. 근대부터 현대의 일본화를 중심으로 한 미술관으로, 120점에 이르는 요코야마 다이칸의 작품과 일본 정원으로 유명하다.